# Али, Салим
Салим Али (12 ноября 1896 — 20 июня 1987) — индийский орнитолог и натуралист. Иногда его уважительно называют «Птичником Индии» («Birdman of India»). Стал первым индийцем, который начал проводить систематические орнитологические обследования и написал несколько книг, которые способствовали популяризации в стране орнитологии. Совместно с Сидни Диллоном Рипли создал значимый десятитомник Handbook of the Birds of India and Pakistan (второе издание было завершено после смерти учёного). В его честь названы несколько видов птиц (например, Zoothera salimalii), заповедников и учреждений.

## Биография
Потерял отца в возрасте года, мать — в три года. Вместе с братьями и сестрами воспитывался дядей и тётей. Подстрелив попугая вида Gymnoris xanthocollis, Салим Али познакомился с В. С. Миллардом, который определил птицу и заинтересовался орнитологией. Некоторое время молодой человек провел в Бирме (сегодня Мьянма), присматривая за вольфрамовым и лесным бизнесом семьи. Затем он вернулся в Индию, продолжил образование (при этом его основным интересом оставалось изучение живой природы) и в декабре 1918 года женился на дальней родственнице Техмине. Отправившись в Европу, Али активно катался на мотоциклах и получил некоторые травмы. В Германии он познакомился со Штреземаном, которого в автобиографии зовёт своим гуру. В Европе Салим получил опыт кольцевания птиц.
В 1930 году он вернулся в Индию.
Доктор Салим Али скончался в родном Бомбее в возрасте 90 лет 20 июня 1987 года после продолжительной борьбы с раком простаты.

## Взгляды
Выступал против спортивной охоты (хотя одно время был ценителем литературы о шикарах — профессиональных охотниках), но оправдывал сбор образцов птиц для научных целей. Считал, что сохранение живой природы не должно основываться на философских идеях, таких, как ахимса.
Осуждал курение и пьянство. Не любил людей, которые храпят во сне.
В раннем возрасте, живя в мусульманском окружении, он заучил Коран, не зная ни слова по-арабски. Став взрослым, он презирал то, что считал бессмысленными и лицемерными молитвенными практиками, и был «отрешен от ханжеских старейшин».
Был известен скромным образом жизни, нередко после завершения его проектов оставались сэкономленные деньги.

## Почести и награды

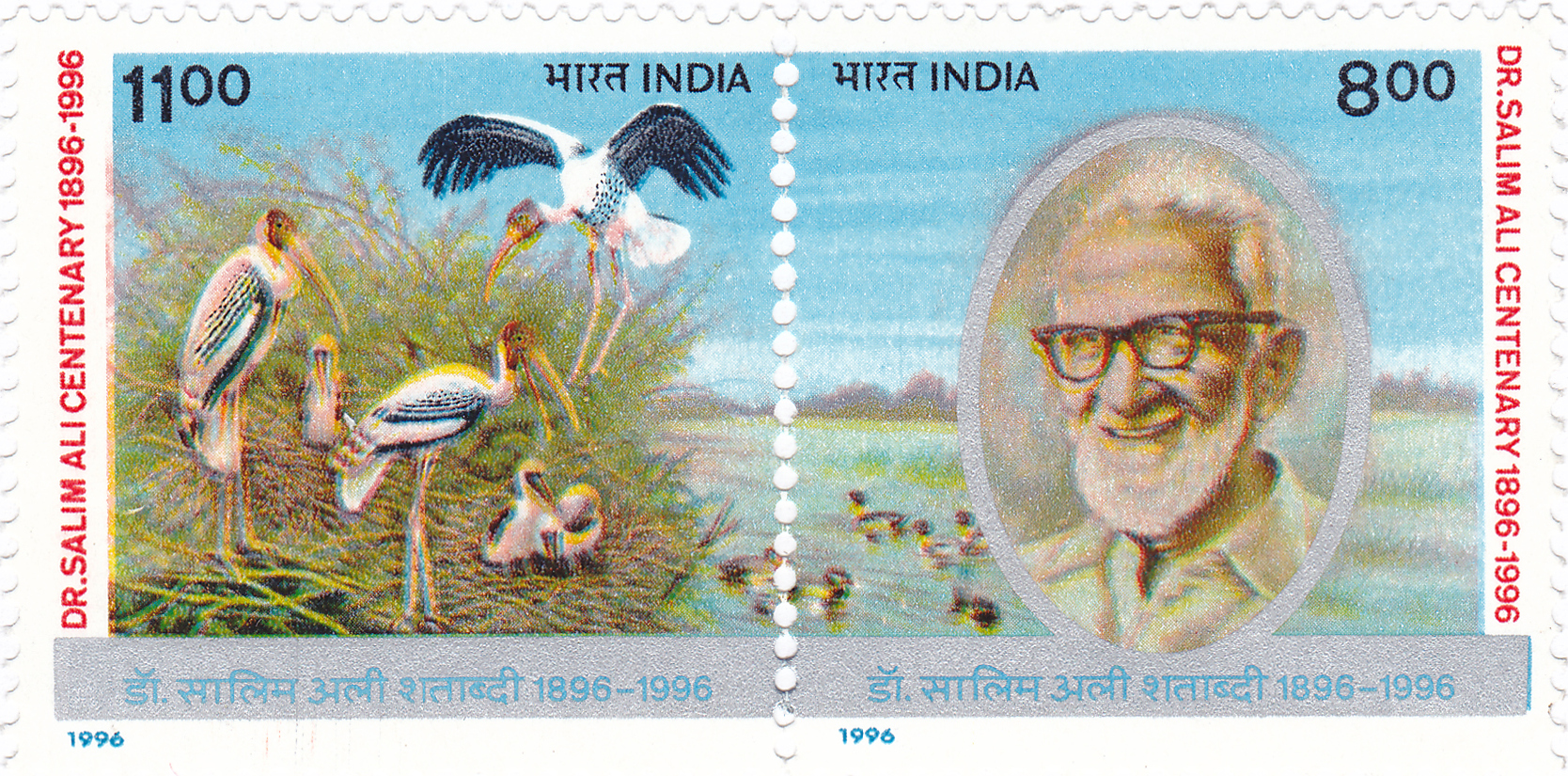
Индийские клювачи в Бхаратпуре и Салим Али на индийской почтовой марке 1996 года

В 1958 году получил награду Падма бхушан, а в 1976 — Падма вибхушан, третью и вторую по значению индийские гражданские награды соответственно.

## Труды
Салим Али — автор множества журнальных статей. Двухтомная компиляция его кратких писем и записок была опубликована в 2007, под редакцией Тары Ганди (Tara Gandhi), одной из последних учениц учёного.

### Автобиография
- Ali, Salim (1985) The Fall of a Sparrow. Oxford University Press. ISBN 0-19-562127-1